# Società Sportiva Matera Calcio 2018-2019
Questa voce raccoglie le informazioni riguardanti la Società Sportiva Matera Calcio nelle competizioni ufficiali della stagione 2018-2019.

## Divise e sponsor
Lo sponsor tecnico per la stagione 2018-2019 è Givova, mentre lo sponsor ufficiale è Sidigas.
| Casa | Trasferta | Terza divisa |

## Organigramma societario
Area direttiva
- Presidente: Rosario Lamberti

Area organizzativa
- Team manager: Vincenzo Novellino

Area tecnica
- Allenatore: Eduardo Imbimbo
- Allenatore in seconda: Alfredo Paradisi
- Preparatore atletico: Pasquale D'Antonio
- Preparatore dei portieri: Vincenzo Marinacci

- Medici sociali: Cosimo Piazzola
- Massofisioterapista: Alessandro Grassi
- Fisioterapista: Roberto Ostuni
- Infermiere: Giuseppe Lorito

## Rosa
Rosa aggiornata al 30 gennaio 2019.
| N. |                      | Ruolo | Calciatore             |
| -- | -------------------- | ----- | ---------------------- |
| 1  | Italia (bandiera)    | P     | Alessandro Farroni     |
| 2  | Italia (bandiera)    | D     | Simone Milizia         |
| 3  | Uruguay (bandiera)   | D     | Antonio Sepe           |
| 4  | Italia (bandiera)    | C     | Davide Corso           |
| 5  | Marocco (bandiera)   | C     | Mattia El Hilali       |
| 6  | Italia (bandiera)    | D     | Simone Auriletto       |
| 7  | Italia (bandiera)    | A     | Luca Orlando           |
| 8  | Italia (bandiera)    | C     | Sergio Garufi          |
| 9  | Argentina (bandiera) | A     | Gastón Ezequiel Corado |
| 10 | Romania (bandiera)   | C     | Marian Galdean         |
| 11 | Italia (bandiera)    | A     | Michele Scaringella    |
| 12 | Italia (bandiera)    | P     | Alessandro Guarnone    |
| 13 | Italia (bandiera)    | D     | Mariano Stendardo      |
| 14 | Italia (bandiera)    | C     | Manuel Ricci           |
| 15 | Italia (bandiera)    | C     | Oscar Eugenio Lorefice |

| N. |                         | Ruolo | Calciatore         |
| -- | ----------------------- | ----- | ------------------ |
| 16 | Italia (bandiera)       | A     | Gaetano Dammacco   |
| 17 | Italia (bandiera)       | C     | Luigi Genovese     |
| 18 | Italia (bandiera)       | C     | Rocco Casiello     |
| 19 | Italia (bandiera)       | D     | Carmine Sgambati   |
| 20 | Italia (bandiera)       | A     | Vittorio Triarico  |
| 21 | RD del Congo (bandiera) | C     | Luzayadio Bangu    |
| 22 | Italia (bandiera)       | P     | Carlo Fortunato    |
| 23 | Italia (bandiera)       | A     | Gianvito Plasmati  |
| 24 | Italia (bandiera)       | A     | Saverio Dellino    |
| 25 | Italia (bandiera)       | D     | Antonio Arpino     |
| 26 | Albania (bandiera)      | C     | Alessio Hysaj      |
| 27 | Italia (bandiera)       | C     | Duilio Evangelista |
| 29 | Italia (bandiera)       | D     | Giacomo Risaliti   |
| 30 | Italia (bandiera)       | C     | Roberto Grieco     |

## Risultati

### Serie C

#### Girone di andata
| Arbitro: | Cascone (Nocera Inferiore) |

|                           |           |  |
| Scaringella 14’ Ricci 35’ | Marcatori |  |

| Lentini 20 novembre 2018, ore 20:30 CEST 2ª giornata                    | Sicula Leonzio | 3 – 0 | Matera | Stadio Angelino Nobile (910 spett.) |
| \| \| \| \| \| 6’ Gomez 18’ Rossetti 50’ (rig.) Ripa \| Marcatori \| \| |                |       |        |                                     |
|                                                                         |                |       |        |                                     |
| 6’ Gomez 18’ Rossetti 50’ (rig.) Ripa                                   | Marcatori      |       |        |                                     |

| Matera 27 novembre 2018, ore 20:30 CEST 3ª giornata (recupero) | Matera    | 0 – 2                     | Catania | Stadio XXI Settembre-Franco Salerno (1 771 spett.) |
| \| \| \| \| \| \| Marcatori \| 6’ Vassallo 90+5’ Calapai \|    |           |                           |         |                                                    |
|                                                                |           |                           |         |                                                    |
|                                                                | Marcatori | 6’ Vassallo 90+5’ Calapai |         |                                                    |

| Vibo Valentia 30 settembre 2018, ore 18:30 CEST 4ª giornata | Vibonese  | 1 – 0 | Matera | Stadio Luigi Razza (1 246 spett.) |
| \| \| \| \| \| 54’ Taurino \| Marcatori \| \|               |           |       |        |                                   |
|                                                             |           |       |        |                                   |
| 54’ Taurino                                                 | Marcatori |       |        |                                   |

| Arbitro: | Natilla |

|             |           |  |
| 79’ Starita | Marcatori |  |

| Matera 13 ottobre 2018, ore 18:30 CEST 6ª giornata                       | Matera    | 1 – 2                  | Virtus Francavilla | Stadio XXI Settembre-Franco Salerno (2 042 spett.) |
| \| \| \| \| \| 19’ Scaringella \| Marcatori \| 51’ Anastasi 87’ Sarao \| |           |                        |                    |                                                    |
|                                                                          |           |                        |                    |                                                    |
| 19’ Scaringella                                                          | Marcatori | 51’ Anastasi 87’ Sarao |                    |                                                    |

| Cava de' Tirreni 16 ottobre 2018, ore 20:30 CEST 7ª giornata                      | Cavese    | 3 – 1     | Matera | Stadio Simonetta Lamberti (1 700 spett.) |
| \| \| \| \| \| 39’ Agate 75’ Rosafio 90+1’ Sciamanna \| Marcatori \| 20’ Ricci \| |           |           |        |                                          |
|                                                                                   |           |           |        |                                          |
| 39’ Agate 75’ Rosafio 90+1’ Sciamanna                                             | Marcatori | 20’ Ricci |        |                                          |

| Matera 20 ottobre 2018, ore 16:00 CEST 8ª giornata                             | Matera    | 2 – 2             | Casertana | Stadio XXI Settembre-Franco Salerno (1 955 spett.) |
| \| \| \| \| \| 37’ Dammacco 54’ Stendardo \| Marcatori \| 50’, 67’ Castaldo \| |           |                   |           |                                                    |
|                                                                                |           |                   |           |                                                    |
| 37’ Dammacco 54’ Stendardo                                                     | Marcatori | 50’, 67’ Castaldo |           |                                                    |

| Erice 3 novembre 2018, ore 16:30 CEST 10ª giornata            | Trapani   | 2 – 0 | Matera | Stadio polisportivo provinciale di Trapani (2 404 spett.) |
| \| \| \| \| \| 11’ Taugourdeau 89’ Dambros \| Marcatori \| \| |           |       |        |                                                           |
|                                                               |           |       |        |                                                           |
| 11’ Taugourdeau 89’ Dambros                                   | Marcatori |       |        |                                                           |

| Matera 10 novembre 2018, ore 20:45 CEST 11ª giornata | Matera    | 1 – 0 | Viterbese Castrense | Stadio XXI Settembre-Franco Salerno (1 971 spett.) |
| \| \| \| \| \| 56’ Plasmati \| Marcatori \| \|       |           |       |                     |                                                    |
|                                                      |           |       |                     |                                                    |
| 56’ Plasmati                                         | Marcatori |       |                     |                                                    |

| Potenza 17 novembre 2018, ore 18:30 CEST 12ª giornata | Potenza | 0 – 0 | Matera | Stadio Alfredo Viviani (4 800 spett.) |

| Matera 24 novembre 2018, ore 14:30 CEST 13ª giornata                    | Matera    | 2 – 1       | Siracusa | Stadio XXI Settembre-Franco Salerno (1 927 spett.) |
| \| \| \| \| \| 52’ Ricci 73’ Scaringella \| Marcatori \| 68’ Catania \| |           |             |          |                                                    |
|                                                                         |           |             |          |                                                    |
| 52’ Ricci 73’ Scaringella                                               | Marcatori | 68’ Catania |          |                                                    |

| Arbitro: | Cudini |

|             |           |  |
| 82’ Gerardi | Marcatori |  |

| Matera 9 dicembre 2018, ore 14:30 CEST 15ª giornata                                | Matera    | 3 – 1        | Rende | Stadio XXI Settembre-Franco Salerno (1 920 spett.) |
| \| \| \| \| \| 45’ Triarico 51’ Risaliti 61’ Ricci \| Marcatori \| 88’ Vivacqua \| |           |              |       |                                                    |
|                                                                                    |           |              |       |                                                    |
| 45’ Triarico 51’ Risaliti 61’ Ricci                                                | Marcatori | 88’ Vivacqua |       |                                                    |

| Pagani 12 dicembre 2018, ore 14:30 CEST 16ª giornata                               | Paganese  | 2 – 2 referto            | Matera | Stadio Marcello Torre (300 spett.) |
| \| \| \| \| \| 26’ Cesaretti 59’ Piana \| Marcatori \| 2’ Risaliti 17’ Triarico \| |           |                          |        |                                    |
|                                                                                    |           |                          |        |                                    |
| 26’ Cesaretti 59’ Piana                                                            | Marcatori | 2’ Risaliti 17’ Triarico |        |                                    |

| Arbitro: | Santoro |

|           |           |            |
| 17’ Ricci | Marcatori | 23’ D'Ursi |

| Arbitro: | Feliciani (Teramo) |

|                                                  |           |  |
| 18’ Vitiello 27’ Viola 62’ Carlini 90’ El Ouazni | Marcatori |  |

| Arbitro: | Zingarelli |

|  |           |                                                                       |
|  | Marcatori | 35’ Ungaro 50’, 65’ Viola 82’ Bonetto 90’ Tulissi 90+2’ Mastrippolito |

#### Girone di ritorno
| Arbitro: | Panettella (Bari) |

|                                                       |           |  |
| Gondo 26’ De Marco 61’ (aut.) Todorov 67’ Maistro 76’ | Marcatori |  |

| Arbitro: | Petrella (Viterbo) |

|  |           |                                                    |
|  | Marcatori | Marano 19’ D'Angelo 26’ Sainz Maza 67’ Bollino 72’ |

| Catania 23 gennaio 2019, ore 20:30 CEST 22ª giornata | Catania | 3 – 0 (a tavolino per rinuncia) | Matera | Stadio Angelo Massimino |

| Matera 27 gennaio 2019, ore 16:30 CEST 23ª giornata                                                            | Matera    | 1 – 6 referto                                         | Vibonese | Stadio XXI Settembre-Franco Salerno (0 spett.) |
| \| \| \| \| \| 89’ (aut.) Zampaglione \| Marcatori \| Allegretti 4’, 32’ Taurino 14’, 22’, 36’ Collodel 28’ \| |           |                                                       |          |                                                |
| |           |                                                       |          |                                                |
| 89’ (aut.) Zampaglione                                                                                         | Marcatori | Allegretti 4’, 32’ Taurino 14’, 22’, 36’ Collodel 28’ |          |                                                |

| Matera 3 febbraio 2019, ore 15:30 CEST 24ª giornata | Matera | 0 – 3 (a tavolino per rinuncia) | Bisceglie | Stadio XXI Settembre-Franco Salerno |

| Brindisi 10 febbraio 2019, ore 15:30 CEST 25ª giornata | Virtus Francavilla | 3 – 0 (a tavolino per rinuncia) | Matera | Stadio Franco Fanuzzi |

| Matera 13 febbraio 2019, ore 15:30 CEST 26ª giornata | Matera | 0 – 3 (a tavolino per rinuncia) | Cavese | Stadio XXI Settembre-Franco Salerno |

### Coppa Italia Serie C

#### Primo Turno
| Matera 8 agosto 2018, ore 20:30 CEST Gara unica          | Matera    | 0 – 3 (a tavolino) | Potenza | Stadio XXI Settembre-Franco Salerno |
| \| \| \| \| \| 77’ Dellino \| Marcatori \| 72’ Genchi \| |           |                    |         |                                     |
|                                                          |           |                    |         |                                     |
| 77’ Dellino                                              | Marcatori | 72’ Genchi         |         |                                     |

| Bisceglie 26 agosto 2018, ore 20:30 CEST Gara unica                 | Bisceglie | 0 – 3 referto                     | Matera | Stadio Gustavo Ventura |
| \| \| \| \| \| \| Marcatori \| 2’ Risaliti 57’ Ricci 77’ Dellino \| |           |                                   |        |                        |
|                                                                     |           |                                   |        |                        |
|                                                                     | Marcatori | 2’ Risaliti 57’ Ricci 77’ Dellino |        |                        |